# Доболій-де-Жос
Доболій-де-Жос (рум. Dobolii de Jos) — село у повіті Ковасна в Румунії. Входить до складу комуни Ілієнь.
Село розташоване на відстані 151 км на північ від Бухареста, 9 км на південь від Сфинту-Георге, 17 км на північний схід від Брашова.

## Населення
За даними перепису населення 2002 року у селі проживали 564 особи.
Національний склад населення села:
| Національність | Кількість осіб | Відсоток |
| -------------- | -------------- | -------- |
| угорці         | 362            | 64,2%    |
| румуни         | 200            | 35,5%    |

Рідною мовою назвали:
| Мова      | Кількість осіб | Відсоток |
| --------- | -------------- | -------- |
| угорська  | 371            | 65,8%    |
| румунська | 192            | 34,0%    |